# وهشت‌آباد اردشیر (شهر باستانی)
وهیشت‌آباد اردشیر جزء شهرهایی است که توسط اردشیر بابکان بنا گردیده‌است.  ظاهراً این شهر در اواخر دوران ساسانی اهمیت و اعتبار خود را از دست داد اما بعدها به نام بصره آبادی از سر گرفت.